# マリー・フォン・ザクセン＝ヴァイマル＝アイゼナハ (1849-1922)
マリー・フォン・ザクセン＝ヴァイマル＝アイゼナハ（ドイツ語: Marie von Sachsen-Weimar-Eisenach, 1849年1月20日 - 1922年5月6日）は、ドイツのザクセン＝ヴァイマル＝アイゼナハ大公家の大公女で、ロイス＝ケストリッツ侯子ハインリヒ7世の妻。

## 人物
ザクセン＝ヴァイマル＝アイゼナハ大公カール・アレクサンダーとその妻でオランダ王ウィレム2世の娘であるソフィーの間の第2子、長女として生まれた。全名はマリー・アンナ・アレクサンドリーネ・ゾフィー・アウグステ・ヘレーネ（Marie Anna Alexandrine Sophie Auguste Helene）。家族からは「ツィッタ（Zitta）」の愛称で呼ばれた。
1876年2月6日にヴァイマルにおいて、ロイス＝ケストリッツ家の侯子でプロイセンの外交官であるハインリヒ7世と結婚した。
1890年に伯父のオランダ王ウィレム3世が亡くなり、幼いウィルヘルミナ女王が即位すると、マリーは母や兄のザクセン大公世子カール・アウグストとともに、オランダ王位継承者の有力候補となった。
マリーは作曲家のベルンハルト・シュターフェンハーゲンの最大の後援者であり、シュターフェンハーゲンの妻アグネスとは親しい友人同士だった。

## 子女
- ハインリヒ32世（1878年 - 1935年）
- ハインリヒ33世（1879年 - 1942年）
- ヨハンナ（1882年 - 1883年）
- ゾフィー（1884年 - 1968年） - 1909年、ロイス＝ケストリッツ侯子ハインリヒ34世と結婚
- ハインリヒ35世（1887年 - 1936年）

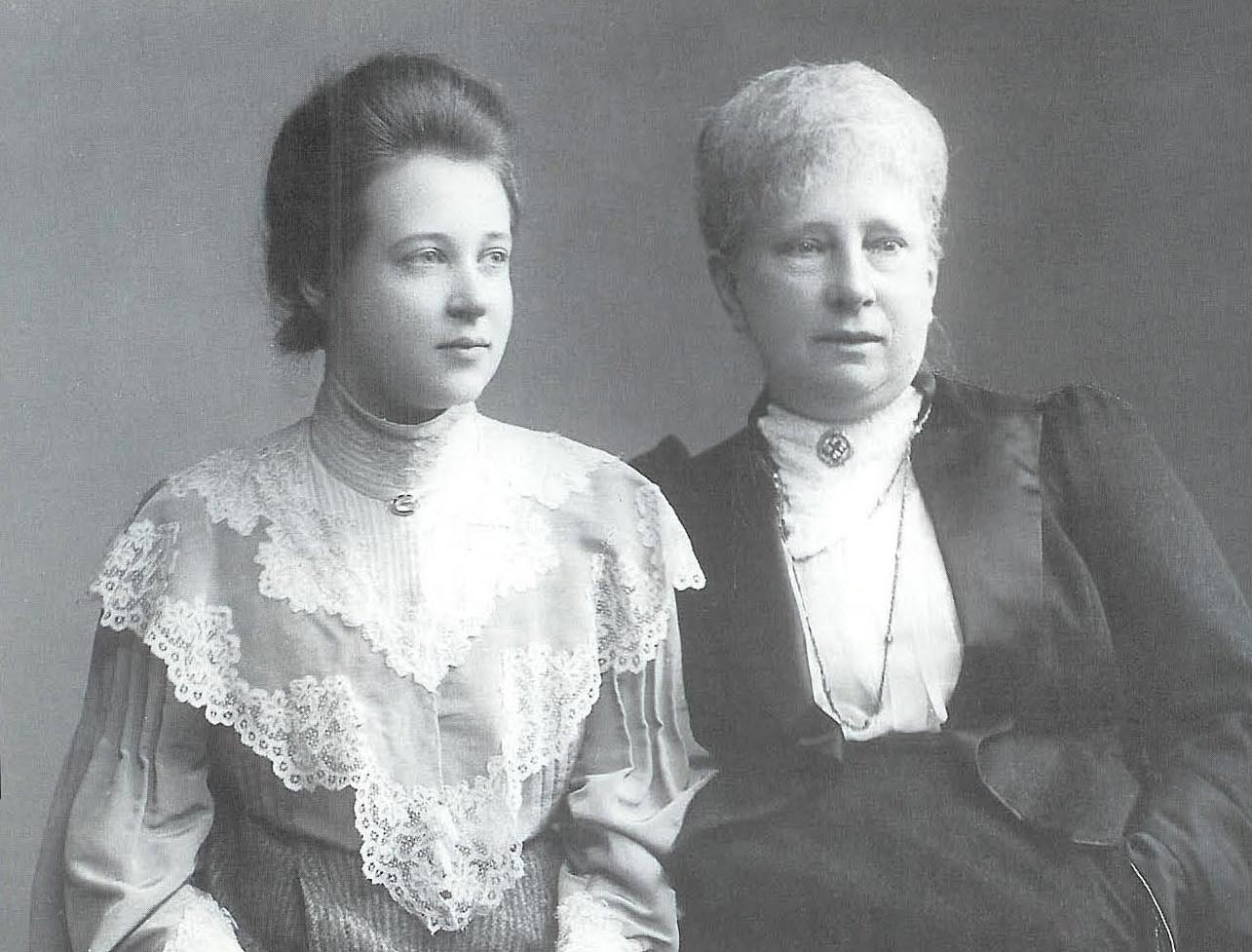
娘のゾフィー（左）と写るマリー